# Gertrude Oehm-Rudert
Gertrude Oehm-Rudert (* 12. März 1939 in Luditz, Reichsgau Sudetenland; † 29. September 2022 in Dachau) war eine deutsche Bildhauerin. Bekannt wurde sie vor allem durch ihre Skulpturen im öffentlichen Raum in Dachau.

## Leben
Mit der Familie zog sie von Luditz nach Bamberg. Der Heirat wegen kam sie 1960 nach Dachau und lebte seitdem dort.
Gertrude Oehm-Rudert absolvierte zunächst eine kaufmännische Ausbildung; es folgte ein dreijähriges Studium für Gebrauchsgrafik und Illustration. Anschließend gestaltete sie Plakate und fertigte Modezeichnungen für die Werbung an. Sie entwickelte aber schließlich ein größeres Interesse an der Bildhauerei.

## Werke (Auswahl)

### Skulpturen
| Bezeichnung                                                          | Bild           | Standort                                                              | Errichtung Einweihung | Weitere Informationen           |
| -------------------------------------------------------------------- | -------------- | --------------------------------------------------------------------- | --------------------- | ------------------------------- |
| Taubenbrunnen (Dachau)                                               | weitere Bilder | Dachau, Gröbenrieder Straße 6 (Lage)                                  |                       |                                 |
| Trachtenpaar (auch unter dem Titel: Zwei Mädchen in Dachauer Tracht) | weitere Bilder | Dachau, Oskar-von-Miller-Straße, Ecke Hermann-Stockmann-Straße (Lage) | 1985                  | signiert „Gerti Rudert“         |
| Wasserratz                                                           | weitere Bilder | Dachau, Martin-Huber-Straße, nördlich der Amperbrücke (Lage)          | 2001                  | Wasserratz (nach Wilhelm Busch) |

- Hl. Georg als Drachentöter,  Bronze mit grüner Patina, 69 cm hoch[3]
- Sinnende mit Nöck (Wassergeist), Bronze mit grüner Patina, 24 cm hoch[4]
- Drei Marktfrauen in Tracht, datiert (19)84, Bronze, 27 cm hoch[5]